# Luiza Evangelista da Silva
Luiza Evangelista da Silva (Coité do Nóia, 28 de maio de 1930 - Maceió, 2012) foi uma política e ex-deputada estadual brasileira.

## Biografia
Filha de João Evangelista da Silva e de Maria Gomes da Silva, Luiza Evangelista se notabilizou por ser a segunda mulher a ser eleita deputada estadual para a Assembléia Legislativa de Alagoas, visto que a primeira mulher que conseguiu esse feito foi Lilly Lages, médica e fundadora da Federação Alagoana para o Progresso Feminino que havia sido eleita deputada estadual em 1934.
Em 1974, no auge da ditadura militar de 1964, ela foi eleita deputado estadual pelo antigo MDB com 7.044 votos, tendo exercido o seu mandato entre 1974 a 1979.
Ela foi casada com o farmacêutico e político alagoano Higino Vital da Silva, ex-deputado estadual e prefeito de Arapiraca, além de ter tido três filhos. Além de parlamentar, ela foi primeira dama da Prefeitura Municipal de Arapiraca com a eleição de seu marido em 1972. Após o falecimento precoce de Higino Vital, ela se tornou viúva em 31 de julho de 1975 e, a partir da década de 1980 passou a ficar afastada da política, vindo a falecer em 2012 na cidade de Maceió.